# Jean-Olivier Chénier

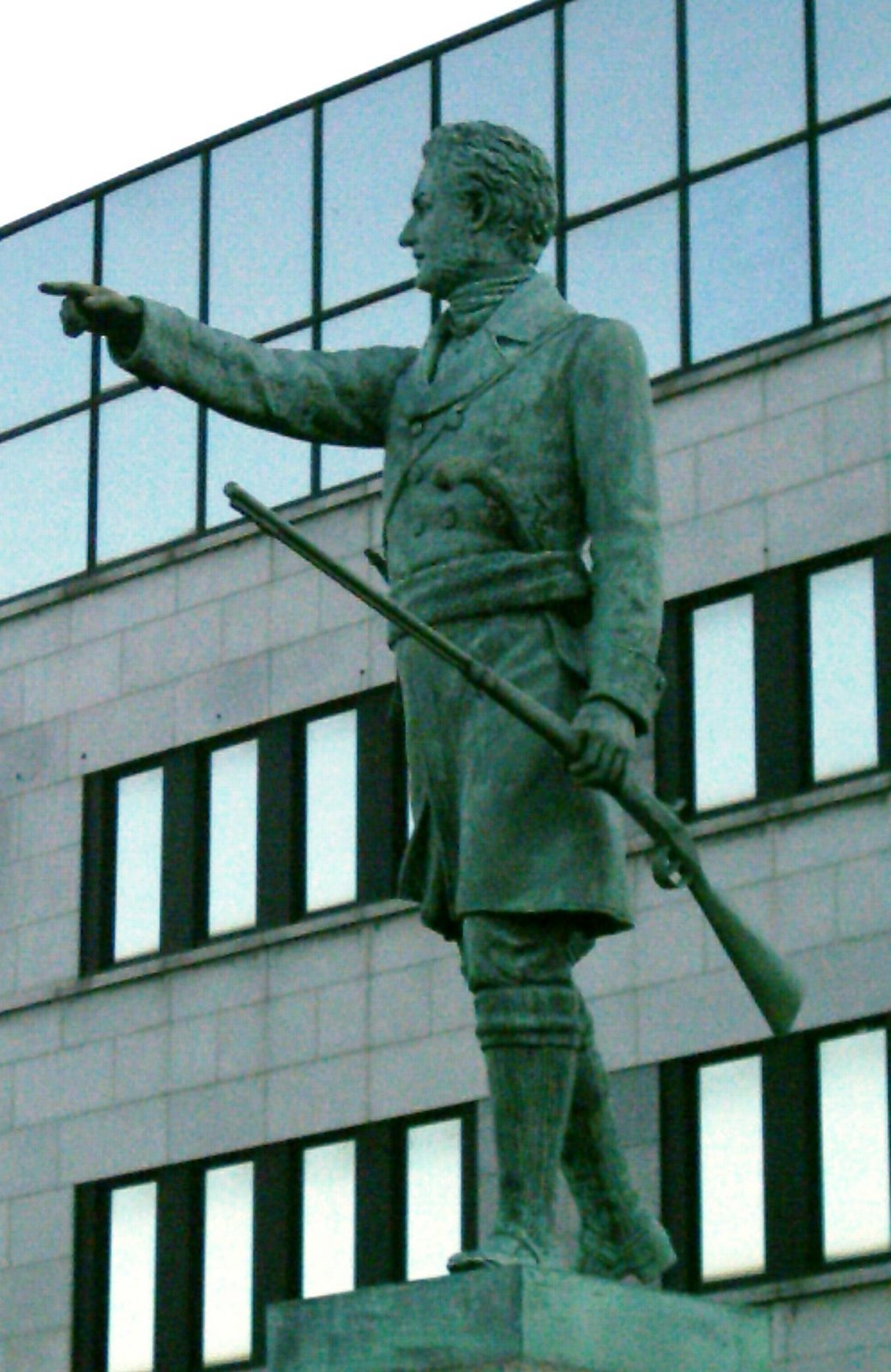
Pomnik Chéniera w Montrealu

Jean-Olivier Chénier (ur. 9 grudnia 1806, 14 grudnia 1837) – lekarz z Dolnej Kanady, podczas rebelii w Dolnej Kanadzie jeden z przywódców sił powstańczych, dowódca w bitwie w Saint-Eustache, gdzie bronił się ze swoimi ludźmi w miejscowym kościele i został zabity przez brytyjskich żołnierzy podczas ucieczki z podpalonego przez nich budynku.